# Antun Branko Šimić
Antun Branko Šimić (1898. november 18. – 1925. május 2.) hercegovinai horvát expresszionista költő.

## Élete
Drinovci községben (Grude közelében) született 1898. november 18-án, Vida és Martin Šimić gyermekeként. Az általános iskolát szülőfalujában, majd a Široki Brijegben található ferences klasszikus nyelvészeti gimnáziumban végezte, majd Mostar és Vinkovci következett. Sokáig itt sem bírta, így a zágrábi gimnáziumban folytatta inkább tanulmányait.
1917-ben a Vijavica (Forgószél) c. művészeti és kulturális újságba kezdett írni, ekkor kényszerült otthagyni az iskolát, valamint ekkortájt vesztette el a szülők támogatását is. Miután csak négy kiadást ért meg a Vijavica, illetve bedolgozott a német nyelvű Der Sturm (Roham) c. lapnak is, indított egy másik lapot, Juriš (Támadás) címmel, amely szintén rövid életű volt: mindössze három számot ért meg. A megélhetése miatt ez idő tájt irodalmi és művészeti kritikákat is fordított, így gyakran szűkös körülmények között élt, ami miatt számos betegség támadta meg fiatal szervezetét, így kényszerült visszamenni apjához Drinovciba.
1918–1919 között Drinovci faluban, majd Dubrava Majićiban élt, ahol az anyja nőtt fel, és a versírásnak élt. Ekkoriban készült néhány első expresszionista alkotása: Ja pjevam (Éneklek), Povratak (A visszatérés) és Ljubav (Szerelem).
Amikor visszatért Zágrábba, elindította harmadik újságát, a Književnik (Író) címmel. A Filozófiai Karon találkozott Tatjana Marinić-tyal, akinek 1920-ban az egyetlen gyűjteményét, a Preobraženja-t (Átváltozások) ajánlotta. A tuberkulózis felőrölte egészségét és egy zágrábi kórházban 1925. május 2-án meghalt.

## Művei
Šimić nem írt nagy irodalmi művet életében, de néhány versét antológiának nevezhetjük, mint például a Pjesnici (Költők), a Veče i ja (Az este és én), a Opomena (Figyelmeztetés), a Ručak siromaha (A szegény ember vacsorája), a Žene pred uredima (Asszony a hivatal előtt), Smrt i ja (Halál és én), Pjesma jednom brijegu (Vers egy hegyhez), Smrt (Halál). Antun Gustav Matoš, Silvije Strahimir Kranjčević, Vladimir Vidrić és Dragutin Domjanić hatása látszik művein, valamint elkezdett féktelen kifejezéseket használni és az expresszionista szellem is megjelenik alkotásaiban e korszakában. Gyűjteményében, a Preobraženja (Átváltozások) című könyvében, egy szabad verset használva írt tömören, ritmikusan, gunyorosan és logikusan.
Olykor a 10 szótagból álló versformát kedvelte, valamint a népies könyörgés, panasz (zokszó) formáját. Témái az ember, a fájdalom, a szegénység, a csillagok, Hercegovina, a szegények, az élet és a halál („a halál valami egészen emberi”). Amikor az emberhez fordul, figyelmezteti őt: „Vigyázzon, hogy ne menjen, olyan kicsi, mint te, a csillagok alatt, ember” (Figyelmeztetés). Amikor a rejtélyről és a kitartásról ír, azt mondja: „Némán figyeljük egymást. Hegy és ember. Soha nem fogom tudni, hol találkoznak a különböző jelentéseink.” (Vers egy hegyhez).
A. B. Šimić látható a Bosznia-hercegovinai Föderáció által nyomtatott 20 bosnyák konvertibilis márka névértékű bankjegyén.

## Külső hivatkozások
- A. B. Šimić( 2009-10-25)
- http://www.hrt.hr/index.php?id=76&tx_ttnews%5Btt_news%5D=37128&tx_ttnews%5BbackPid%5D=90&cHash=692364cf86%5B%5D
- https://web.archive.org/web/20090303214312/http://maratoncafe.com/Iluzije/poezija/simic.html
- https://web.archive.org/web/20090618002956/http://povijest.net/sadrzaj/zivotopisi/hrvatske-licnosti/302-antun-branko-simic.html
- Translated Works by Antun Branko Šimić
- http://www.matica.hr/knjige/autor/19/
- LibriVox id=8485